# 양진로
 양진로(Yangjin-ro)는 경기도 남양주시 진접읍 연평교차로에서  양정동 진안사거리를 잇는 도로이다.

## 주요 경유지
경기도
- 남양주시 (진접읍 . 진건읍 . 양정동)

## 주요 건물 및 시설
- SK에너지 사능역주유소 (양진로 329/진관리 47-8)
- GS칼텍스 신월IC주우소 (양진로 533/진관리 38)
- GS칼텍스 남건이엔에스 한영주유소 (양진로 556/신월리 34)
- SK에너지 행복충전 연평충전소 (양진로 886/연평리 219-28)
- HD현대오일뱅크 진접지점 (양진로 929/연평리 221)